# Seward (Kansas)
Seward és una població dels Estats Units a l'estat de Kansas. Segons el cens del 2000 tenia 63 habitants.

## Demografia
Segons el cens del 2000, Seward tenia 63 habitants, 34 habitatges, i 17 famílies. La densitat de població era de 97,3 habitants/km².
Dels 34 habitatges en un 26,5% hi vivien nens de menys de 18 anys, en un 44,1% hi vivien parelles casades, en un 5,9% dones solteres, i en un 50% no eren unitats familiars. En el 44,1% dels habitatges hi vivien persones soles el 23,5% de les quals corresponia a persones de 65 anys o més que vivien soles. El nombre mitjà de persones vivint en cada habitatge era d'1,85 i el nombre mitjà de persones que vivien en cada família era de 2,59.
Per edats la població es repartia de la següent manera: un 17,5% tenia menys de 18 anys, un 6,3% entre 18 i 24, un 22,2% entre 25 i 44, un 31,7% de 45 a 60 i un 22,2% 65 anys o més.
L'edat mediana era de 51 anys. Per cada 100 dones de 18 o més anys hi havia 108 homes.
La renda mediana per habitatge era de 16.250 $ i la renda mediana per família de 16.667 $. Els homes tenien una renda mediana de 20.625 $ mentre que les dones 16.250 $. La renda per capita de la població era de 14.891 $. Cap de les famílies estaven per davall del llindar de pobresa.

## Poblacions més properes
El següent diagrama mostra les poblacions més properes.